# Cyrtodactylus celatus
Espèce
Cyrtodactylus celatus est une espèce de geckos de la famille des Gekkonidae.

## Répartition
Cette espèce est endémique de Timor occidental dans les Petites îles de la Sonde orientales en Indonésie.

## Publication originale
- Kathriner, Bauer, O'Shea, Sanchez & Kaiser, 2014 : Hiding in plain sight: a new species of bent-toed gecko (Squamata: Gekkonidae: Cyrtodactylus) from West Timor, collected by Malcolm Smith in 1924. Zootaxa, no 3900 (4), p. 555–568.